# Сага о Храфнкеле
Сага о Храфнкеле (др.-сканд. Hrafnkels saga Freysgoða) — одна из исландских «родовых саг». В ней рассказывается о противостояниях землевладельцев в восточной части Исландии в X веке. Главный герой саги, Храфнкель, первоначально предстаёт в роли безжалостного человека, усердно поклоняющегося Фрейру. После ряда поражений и унижений, а также после разрушения своего храма Храфнкель постепенно теряет веру в богов. Соответствующим образом изменяется и его характер, и постепенно он учится более мирно и осторожно общаться с людьми. Храфнкель таким способом заслуживает доверие всё большего и большего числа новых друзей и в итоге успешно мстит за преступления, совершённые против него ранее. Свою жизнь он заканчивает как могущественный и уважаемый вождь. В саге высказан прагматичный и реалистичный тезис о том, что истинным источником власти может служить не религиозная вера, а преданность собственных подчинённых.
Сага о Храфнкеле остаётся читаемой и в наши дни и высоко оценивается за свою логическую структуру, достоверность и яркость персонажей. Произведение играет важную роль в научных дискуссиях о происхождении исландских саг.